# Kōtō
Kōtō (江東区?, Kōtō-ku) è uno dei 23 quartieri speciali di Tokyo. Nel 2008, il quartiere aveva una popolazione stimata di 442.271 abitanti e una densità di 11.070 persone per km². L'area totale è di 39,48 km².
Kōtō è situata ad est del centro metropolitano di Tokyo, circondato dai fiumi Sumidagawa ad ovest e Arakawa ad est. Il recente sviluppo dell'area lungofiume di Ariake è a Kōtō, come parte di Odaiba.

## Panoramica
Il quartiere di Kōtō è stato creato nel 1947 dalla fusione degli ex quartieri di Fukagawa e Jōtō. Il nome del quartiere deriva dalla sua posizione a est del fiume Sumida. Occupa la parte meridionale del delta di Kōtō tra il fiume Sumida e il fiume Arakawa, di fronte alla baia di Tokyo.
Nell'antichità l'area dell'attuale quartiere di Kōtō era costituita solo dal mare e da piccole isole sparse. Nel periodo Edo (1603-1867), l'area fu bonificata e si svilupparono nuove risaie, soprattutto nell'area di Fukagawa, dove le residenze dei samurai, i santuari e i templi furono spostati e ampliati in seguito allo sviluppo dello shogunato Edo dopo il Grande incendio di Meireki (1657).
Le sedi dei Giochi olimpici e paralimpici di Tokyo 2020 sono concentrate sul lungomare di quest'area. Ci sono molte grandi strutture per eventi, tra cui il Tokyo Big Sight, l'Ariake Coliseum, l'Ariake Arena e l'Ariake Garden Theatre, che attirano molti visitatori durante tutto l'anno, e sono in fase di sviluppo anche alberghi e altre strutture ricettive e commerciali.

## Geografia
Kōtō si trova a est del centro della città di Tokyo, tra il Sumidaga a ovest e l'Arakawa a est. I due fiumi segnano il confine con i distretti di Chūō a ovest e di Edogawa a est. A nord c'è Sumida, a sud c'è la baia di Tokyo. Gran parte dell'area del distretto è stata creata solo attraverso nuove bonifiche a partire dalla Restaurazione Meiji.

## Storia
IL 2 novembre 1878 (Meiji 11) entra in vigore la Legge sull'organizzazione dei comuni, delle città e dei villaggi. La Prefettura di Tokyo fu divisa in 15 quartieri e 6 distretti, e furono istituiti il quartiere di Fukagawa e il distretto di Minami-Katsushika.
Il 1 maggio 1889 viene istituita la città di Tokyo e il rione di Fukagawa fa d'ora in poi parte della città.
Dopo il Grande terremoto del Kantō del 1923 l'area di Fukagawa viene ristrutturata.
Il 1 ottobre 1932 Kameido, Oshima e Suna vengono incorporate nella città di Tokyo e la loro area forma il quartiere Jōtō.
Il 10 marzo 1945 quasi tutti i rioni di Fukagawa e Jōtō vengono rasi al suolo dai bombardamenti di Tokyo da parte degli americani.
Il 15 marzo 1947 i rioni di Fukagawa e Jōtō si uniscono per formare il rione di Kōtō. Il 3 maggio entra in vigore la legge sull'autonomia locale e Kōtō-ku diventa un quartiere speciale.

## Distretti

Mappa di Kōtō e dei suoi distretti

Ci sono 45 distretti a Koto:
Area di Fukagawa
- Aomi
- Ariake
- Botanico
- Eitai
- Edagawa
- Echujima
- Fukagawa
- Fukuzumi
- Furuishiba
- Fuyuki
- Hirano
- Ishijima
- Kiba
- Kiyosumi
- Miyoshi
- Mori
- Morishita
- Monzennakacho
- Ogibashi
- Saga
- Sarue
- Sengoku
- Shiohama
- Shiomi
- Shinonome
- Shirakawa
- Shinoohashi
- Sumiyoshi
- Senda
- Takabashi
- Tatsumi
- Toyo
- Tokiwa
- Tomioka
- Toyosu
- Umibe

Area di Jōtō
- Higashisuna
- Kameido
- Kitasuna
- Minamisuna
- Ojima
- Shinsuna
- Shin-Kiba
- Wakasu
- Yumenoshima

## Trasporti

### Ferrovia
- JR East
  - Linea Chūō-Sōbu (ferma in tutte le stazioni) (Linea principale Sōbu)
  - Stazione di Kameido
  - Linea Keiyō
    - Stazione di Etchūjima - Stazione di Shiomi - Stazione di Shin-Kiba

  - Linea Musashino
    - Stazione di Etchūjima - Stazione di Shiomi - Stazione di Shin-Kiba
- Servizio diretto sulla linea Keiyō tra la stazione di Tokyo e la stazione di Nishi-Funabashi
- Ferrovie Tōbu
  - Linea Tōbu Kameido
    - Stazione di Kameido - Stazione di Kameidosuijin
- Metropolitana di Tokyo
  - Linea Tōzai
    - Stazione di Monzen-Nakachō - Stazione di Kiba - Stazione di Tōyōchō - Stazione di Minami-Sunamachi

  - Linea Yūrakuchō
    - Stazione di Toyosu - Stazione di Tatsumi - Stazione di Shin-Kiba

  - Linea Hanzōmon
    - Stazione di Sumiyoshi - Stazione di Kiyosumi-Shirakawa
- Ufficio metropolitano del trasporto di Tokyo
  - Linea Shinjuku
    - Stazione di Morishita | (sezione quartiere Sumida) | Stazione di Sumiyoshi - Stazione di Nishi-ōjima - Stazione di Ōjima - Stazione di Higashi-ōjima

  - Linea Ōedo
    - Stazione di Morishita (Tokyo) - Stazione di Kiyosumi-Shirakawa - Stazione di Monzen-Nakachō
- Yurikamome
  - Linea Waterfront Nuovo Transito Baia di Tokyo
    - Stazione di Fune no Kagakukan - Stazione di Telecom Center - Stazione di Aomi - Stazione di Kokusai Tenjijō Seimon - Stazione di Ariake - Stazione di Ariake Tennis no mori - Stazione di Shijō-mae - Stazione di Toyosu - Stazione di Toyosu
- Tokyo Waterfront Area Rapid Transit (TWR)
  - Linea Rinkai
    - Stazione di Tokyo Teleport - Stazione di Kokusai-Tenjijō - Stazione di Shinonome - Stazione di Shin-Kiba

### Autostrada
- Shuto Expressway
  - C2 Anello Centrale
  - Percorso N.7 Komatsugawa
  - Percorso N.9 Fukagawa
  - Percorso B Bayshore

### Aeroporto
- Eliporto di Tokyo

## Gemellaggi
- Surrey, Columbia Britannica, Canada.
- Hiraizumi, prefettura di Iwate.